# Halime szultána
Halime Szultána (Abházia, 1570 körül – Isztambul, 1639, III. Mehmed oszmán szultán asszonya, I. Musztafa anyja, fia rövid uralkodása alatt (1617-től 1618-ig, majd 1622-től 1623-ig) az Oszmán Birodalom válide szultánája.

## Élete
1570-ben született a kaukázusi Abháziában. Bekerült III. Mehmed háremébe. Négy gyermekük született: Mahmud, Musztafa (későbbi szultán) Şah és Hatice szultána. Gyermekei számából ítélve III.Mehmed kedvelte őt.  
Folyamatos rivalizálás volt Halime és Handan szultána között. Halimenek az is nehezítette a dolgát, hogy Valide Safiye szultána Handant támogatta. Háremen belül Handan fiát, Ahmetet támogatták, de háremen kívül Halime fia, Mahmud volt a kedvenc. 
Halime jósokkal és látnokokkal is tartotta a kapcsolatot, egy alkalommal megjósoltatta, hogy Mehmed szultán 6 hónapon belül meghal, és Halime szultána fia lesz a szultán. A jóslatot levélben kapta, azonban az Safiye szultánához került, aki rögtön sietett vele fiához.  
Részben a jóslatnak köszönhetően a szultán kivégeztette Mahmud herceget, Halimének viszont Mustafa herceg kedvéért megkegyelmeztek.  
Mikor I. Ahmed 1603-ban trónra lépett, különleges módon nem végeztették ki Musztafát, de szobafogságot rendeltek el neki.(ezt Handan szultána, a birodalom akkori régense szorgalmazta, aki még gyermek fia mellett uralkodott.) 
I. Ahmed uralkodása alatt Halime a Régi Palotában élt, nyugalomban. Emiatt azonban I. Ahmed uralkodása alatt sokáig halottnak hitték őt. 
Musztafát nem tartották potenciális veszélynek I. Ahmed gyermekeinek születése után sem, mivel a herceg már kisgyermek kora óta beteges és gyenge elméjű volt.  
1617-ben a szultán korai halála miatt Musztafa vette át a trónt, ezzel válide szultánává téve anyját, Halimét. 1618-ban azonban  Musztafát alkalmatlansága miatt letaszították a trónról, és unokaöccsét, II.Oszmánt ültették trónra. 
Azonban a janicsárok fellázadtak Osman ellen, de maga a lázadást nem Halime vezette, és nem ő uszította a népet, csak kihasználva a lehetőséget elkezdte támogatni a felkelést, hogy fia újra szultán lehessen és életben maradhasson.   
II. Osmant négy éves uralkodása után meggyilkolták, majd I. Mustafa került másodjára is trónra, de uralma csak egy évig tartott, ugyanis Halime maga egyezett bele fia lemondásába és visszavonulásába azzal a feltétellel, ha fiát életben hagyják.      

## Halála
Feltehetőleg túlélte a fiát, ez azt jelenti, hogy valamikor 1639 után halt meg, fia mellett nyugszik az Aya Sofyaban.  
Ő az egyetlen, aki egyazon szultán mellett kétszer is Valide szultána lett, ez egyedi eset az egész birodalom történetében. 

### Gyermekei
- Mahmud herceg (1587-1603)
- I.Musztafa (1591-1639)
- Hatice és Şah szultánák